# Distrikt Sarayacu
Der Distrikt Sarayacu liegt in der Provinz Ucayali in der Region Loreto in Nordost-Peru. Der Distrikt wurde am 2. Januar 1857 gegründet. Er hat eine Fläche von 6249 km². Beim Zensus 2017 wurden 15.049 Einwohner gezählt. Im Jahr 1993 lag die Einwohnerzahl 13.312, im Jahr 2007 bei 15.388. Sitz der Distriktverwaltung ist die 125 m hoch 2,5 km vom Westufer des Río Ucayali entfernt gelegene Ortschaft Dos de Mayo mit 381 Einwohnern (Stand 2017). Dos de Mayo liegt knapp 110 km nördlich der Provinzhauptstadt Contamana.

## Geographische Lage
Der Distrikt Sarayacu liegt im peruanischen Teil des Amazonasbeckens im Norden der Provinz Ucayali. Die Längsausdehnung in SW-NO-Richtung beträgt knapp 150 km. Der Distrikt reicht von der Cordillera Azul im äußersten Südwesten bis zur Abspaltung des Flussarmes Canal de Puinahua vom Río Ucayali im äußersten Nordosten. Der Río Ucayali durchquert den Distrikt in überwiegend nördlicher Richtung. Der Westen des Distrikts wird von den Ucayali-Nebenflüssen Río Santa Catalina und Río Pacaya entwässert.
Der Distrikt Sarayacu grenzt im Westen an die Distrikte Huimbayoc, Chipurana und Papaplaya (alle drei in der Provinz San Martín), im Norden an den Distrikt Puinahua (Provinz Requena), im Osten an den Distrikt Maquía (ebenfalls in der Provinz Requena), im Süden an den Distrikt Vargas Guerra sowie im äußersten Südwesten an den Distrikt Pampa Hermosa.

## Ortschaften
Neben dem Hauptort Dos de Mayo gibt es folgende größere Ortschaften im Distrikt Sarayacu:
- Juancito (2325 Einwohner)
- Tierra Blanca (1712 Einwohner)